# Ostatnia brygada (film)
Ostatnia brygada (inny tytuł filmu: Prawo do szczęścia) – polski film fabularny z 1938 roku, zrealizowany według powieści Tadeusza Dołęgi-Mostowicza pod tym samym tytułem z 1930 roku.
Film zachował się w jednej, niekompletnej i znacznie zniszczonej kopii.

## Fabuła
Andrzej Dowmunt (Zbigniew Sawan) powraca do Polski, po długim okresie emigracji. W Afryce dorobił się znacznego majątku, a dodatkowo, jako przystojny mężczyzna, ma w kraju wielkie powodzenie u kobiet. Wkrótce nawiązuje romans z Leną (Maria Gorczyńska), żoną prezesa Banku Głównego (Kazimierz Junosza-Stępowski). Jednak gdy wychodzi na jaw, że jest ona szpiegiem obcego mocarstwa, zrywa z nią kontakt i doprowadza do jej aresztowania. Wkrótce żeni się z poznaną na przyjęciu Martą (Lidia Wysocka). Jednak jakiś czas później spotyka Ewę (Elżbieta Barszczewska), swoją dawną miłość, a obecnie żonę przyjaciela.

## Obsada
- Zbigniew Sawan – Andrzej Dowmunt
- Elżbieta Barszczewska – Ewa
- Lidia Wysocka – Marta Rzecka
- Maria Gorczyńska – Lena
- Jerzy Pichelski – Żegota
- Stanisław Sielański – Feliks
- Kazimierz Junosza-Stępowski – Kulcz, mąż Leny
- Józef Maliszewski – doktor
- Artur Socha – inżynier
- Zofia Wilczyńska – pokojówka
- Marcin Bay-Rydzewski – lokaj
- Pelagia Relewicz-Ziembińska – Zuzanna
- Henryk Rydzewski – komisarz
- Aleksander Balcerzak – Janek